# Ammodramus humeralis
Ammodramus humeralis е вид птица от семейство Овесаркови (Emberizidae).

## Разпространение
Видът е разпространен в Аржентина, Боливия, Бразилия, Венецуела, Гвиана, Колумбия, Парагвай, Перу, Суринам, Уругвай и Френска Гвиана.